# Wolfgang Roßmann
Wolfgang Roßmann (* 1938 in Schweidnitz, Provinz Schlesien, heute Świdnica in Niederschlesien, Polen) ist ein sich im Ruhestand befindender Richter und ehemaliger Kommunalpolitiker. 1990 wurde er im dritten Anlauf Kemptener Oberbürgermeister. Roßmann ist in der Geschichte Kemptens das einzige Stadtoberhaupt, das von der SPD gestellt wurde.

## Leben
Wolfgang Roßmann wurde 1938 in Schweidnitz geboren. Zum Kriegsende 1945 kam er als 7-Jähriger nach Regensburg. Nach dem Abitur 1958 in München wollte er eigentlich Architekt werden. Er machte jedoch ein Studium der Rechtswissenschaften in München. Nach dem Studium war er als wissenschaftlicher Mitarbeiter und mit anwaltlichen Tätigkeiten im Bundesarbeitsministerium in Bonn beschäftigt.
1968 wurde er in Memmingen Staatsanwalt, 1971 übernahm er die gleiche Position im Landgericht Kempten. SPD-Mitglied ist Roßmann seit 1967. Kommunalpolitisch engagiert war Roßmann seit 1978, er war hierbei Stadtrat und Fraktionsvorsitzender der SPD. In Kempten benötigte Roßmann insgesamt drei Anläufe bei der Wahl zum Oberbürgermeister. 1990 gewann er den Wahlkampf mit einer Mehrheit von 62,4 Prozent.
Die Amtszeit von Roßmann war von unterschiedlichen Änderungen geprägt. Unter anderem strebte er den Neubau der Justizvollzugsanstalt Kempten an, richtete ein neues ÖPNV-Netz mit der Zentrale Bus-Umsteigestelle als Zentrum ein, beauftragte die Stadt zum Kauf des ehemaligen Kasernengeländes der Prinz-Franz-Kaserne und gestaltete den Rathausplatz neu. Roßmann hatte auch die Idee zum Bau des Forum Allgäu auf dem ehemaligen Bahnhofsgelände. Viele der von ihm begonnenen Projekte konnten erst durch den Nachfolger Ulrich Netzer fertiggestellt werden.
Nach der misslungenen Wiederwahl im Jahr 1996 widmete sich Roßmann wieder der Justiz, 2003 ging er in den Ruhestand. Bis dahin war er Vorsitzender Richter im Landgericht Kempten. Wolfgang Roßmann ist verheiratet und Vater von drei Töchtern.

## Ehrungen
1998 erhielt Roßmann von der Stadt Kempten die Rathausmedaille übergeben, 2008 wurde im Rathaus in Kempten ein von Horst Heilmann erstelltes Porträtgemälde Roßmanns vorgestellt, welches direkt neben dem von Josef Höß hängt, das ebenfalls von Horst Heilmann gemalt wurde.